# Thomasomys hylophilus
Thomasomys hylophilus is een zoogdier uit de familie van de Cricetidae. De wetenschappelijke naam van de soort werd voor het eerst geldig gepubliceerd door Osgood in 1912.

## Voorkomen
De soort komt voor in Colombia en Venezuela.